# فيل تورنبول
فيل تورنبول (بالإنجليزية: Phil Turnbull)‏ (7 يناير 1987 في المملكة المتحدة - ) هو لاعب كرة قدم بريطاني في مركز الوسط. لعب مع نادي هارتلبول يونايتد ونادي يورك سيتي ونادي بليث سبارتانز ونادي غيتزهد وDarlington 1883 ‏.

## وصلات خارجية
- فيل تورنبول على موقع قاعدة بيانات كرة القدم.إي يو (الإنجليزية)
- فيل تورنبول على موقع Soccerbase.com (لاعب) (الإنجليزية)
- فيل تورنبول على موقع Soccerway.com (الإنجليزية)